# Karin Gyllenklev
Karin Jenny Henrietta Gyllenklev, född 11 november 1986 i Stockholm, är en svensk journalist och programledare på Sveriges Radio. 
Hon tog examen i journalistik vid Södertörns högskola 2010 och har arbetat på Sveriges Radio sedan dess.
Gyllenklev var programledare för Institutet i P3 tillsammans med Jesper Rönndahl och har även arbetat med Vetenskapsradion i P1.
Karin Gyllenklev är syster till konstnären Anna Gyllenklev.